# Efecto gancho

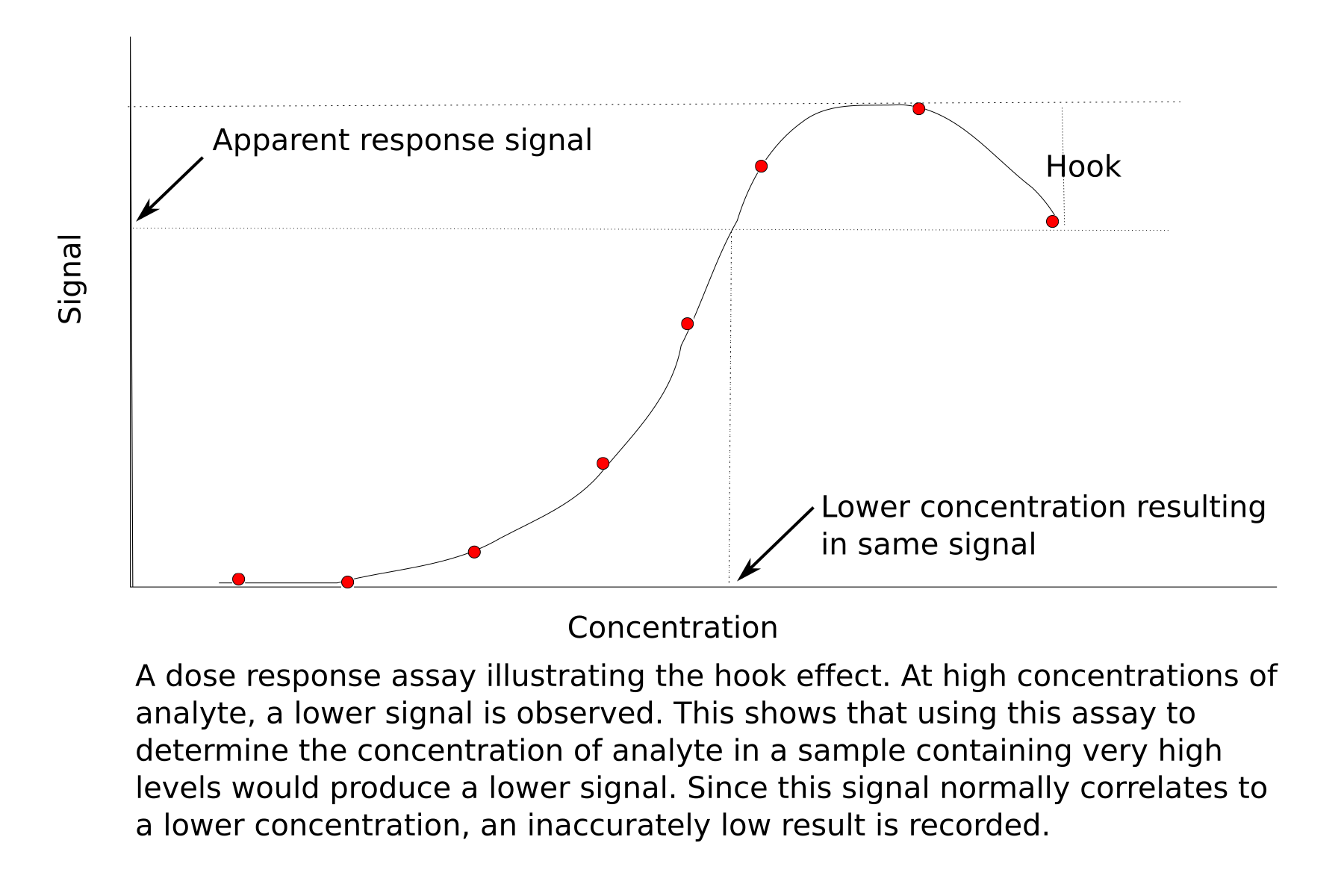
Ilustración de efecto gancho adaptado de Schiettecatte et al.

El efecto gancho o el efecto prozona, es un fenómeno inmunológico por el cual la efectividad de un anticuerpo para formar los complejos inmunes es a veces deficiente, cuando la concentración de un anticuerpo o un antígeno es muy alta. La formación de complejos inmunes se detiene cuando se utilizan concentraciones más grandes, y en el caso de concentraciones extremadamente altas, decrece produciendo la forma característica de "gancho" en una curva de diluciones. Se conocen dos tipos del efecto de gancho: 1) por exceso de anticuerpos y, 2) por exceso de antígenos. Este fenómeno es un tipo de interferencia de especial relevancia en ciertos inmunoensayos y ensayos nefelométricos, resultando en falsos negativos o resultados de baja precisión. Otras formas comunes de interferencia incluyen: interferencia de anticuerpo, reactividad cruzada e interferencia de señal. El fenómeno es causado por concentraciones muy altas de un analito o anticuerpo en particular, y es más prevalente en inmunoensayos de paso simple (emparedado)

## Mecanismo e importanciain vitro

### Versión con exceso de anticuerpos

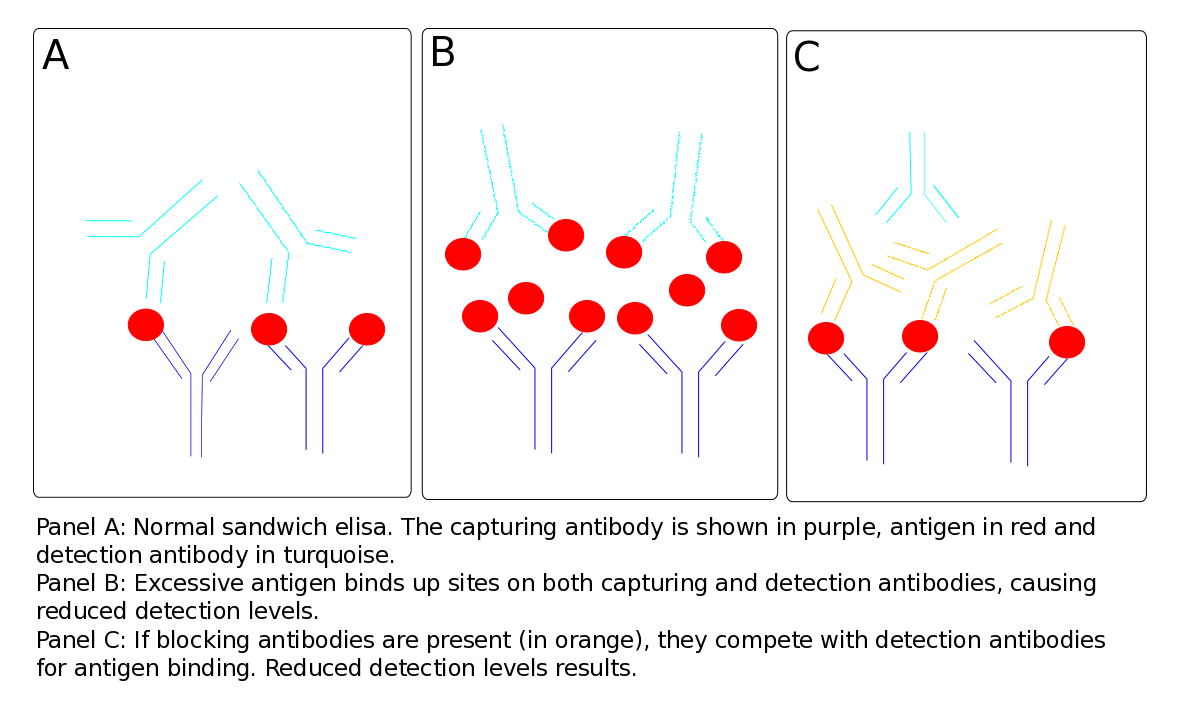
Ilustración de los efectos de exceso de antígeno y anticuerpos de bloqueo de bloqueo en inmunoensayos.

En un ensayo de aglutinación, el suero de una persona (el cual contiene anticuerpos) es añadido a un tubo de ensayo, que contiene un antígeno. Si los anticuerpos aglutinan con el antígeno para formar inmuno complejos, el ensayo se interpreta como positivo. Sin embargo, si demasiados anticuerpos que pueden unirse al antígeno están presentes, entonces los sitios de unión antigénicos son totalmente cubiertos, y pocos o ningún anticuerpo dirigido al patógeno son capaces de unir más de una partícula antigénica. Dado que los anticuerpos no se emparejan con los antígenos, la aglutinación no ocurre. Si no hay aglutinación, el ensayo se interpreta como negativo. De este modo, el resultado es un falso negativo. El rango de concentraciones relativamente altas dentro de las cuales la reacción no ocurre es conocido como prozona.

### Versión con exceso de antígenos
El efecto también puede ocurrir por exceso de antígenos, en el momento en que tanto los anticuerpos de captura como los de detección, llegan a un punto de saturación por la elevada concentración del analito. En este caso, la reacción tipo "emparedado" no puede ser formada entre el anticuerpo de captura, el antígeno y el anticuerpo de detección. Es así que, los antígenos libres compiten con los antígenos capturados por la unión a anticuerpos de detección. La adición secuencial de antígeno y anticuerpo, sumado al uso de lavados rigurosos pueden prevenir el efecto, mientras que aumentando la concentración relativa del anticuerpo, lo promueve.

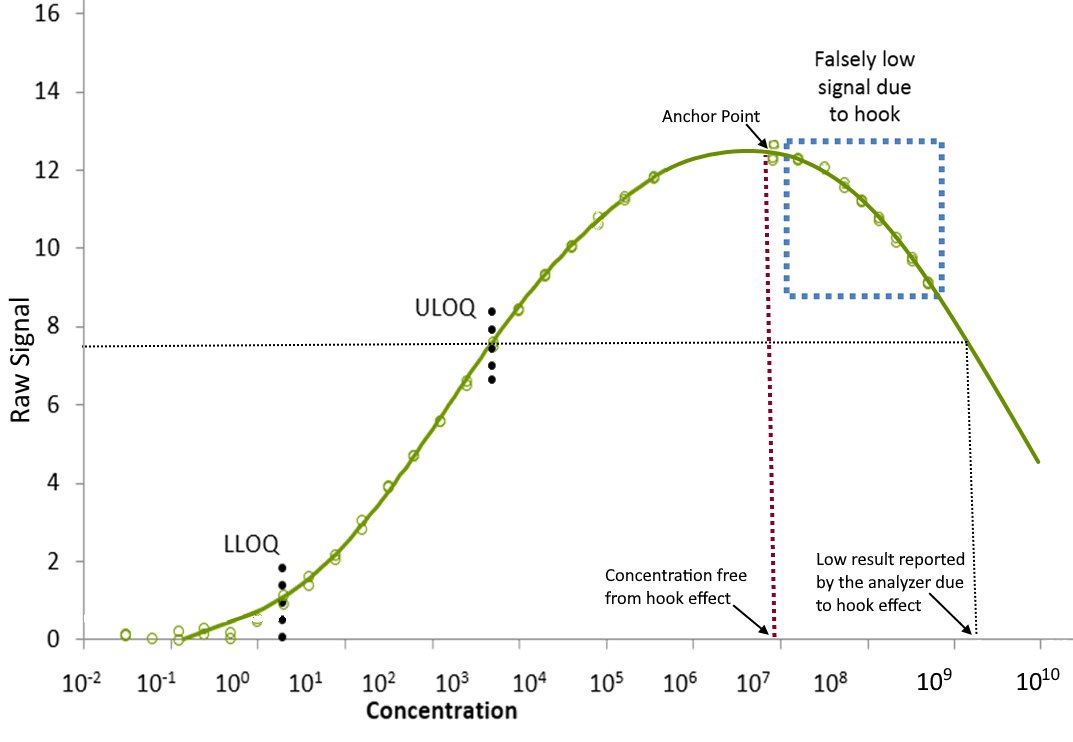
Ilustración sencilla de los efectos de exceso de antígeno y curva de respuesta de la dosificación.

Los ejemplos incluyen niveles altos de anticuerpos frente a sífilis en pacientes de VIH o niveles altos de antígeno  criptocócico que pueden llevar a falsos negativos en pruebas no diluídas. Este fenómeno es también visto en pruebas serológicas para Brucellosis. La prueba serológica es principalmente vista en la reacción de precipitación. El anticuerpo que falla en la reacción es conocido como anticuerpo de bloqueo, que impide que el anticuerpo precipitante se una a los antígenos. Así, la reacción de precipitación no se produce. Sin embargo, cuando el suero es diluído, el anticuerpo de bloqueo funciona y su concentración disminuye lo suficiente para que la reacción ocurra.

## Observacionesin vivo
Lewis Thomas narró en su libro de memorias, un experimento fisiológico de 1941 en el cual observó el efecto prozona in vivo: la inmunidad en conejos a meningococo, que fue robusta, sorpresivamente disminuyó cuando la inmunización fue usada para inducir una elevada respuesta de anticuerpos. En otras palabras, tomando los cuerpos de los conejos para producir anticuerpos frente a esta bacteria, tuvo el efecto contraproducente de disminuir su iinmunidad. Desde el punto de vista de una excesiva y simple noción de la relación antígeno/anticuerpo, se ve paradójico, aunque es claramente lógica desde el punto de vista debidamente informado por la actualidad de la biología molecular. Thomas estuvo interesado en ir más allá con esta investigación fisiológica, y mantenerla por décadas, pero su carrera lo llevó en otras direcciones y él no fue consciente de nadie realizando algo similar hasta el tiempo de redactar sus memorias. Algo relevante que hipotetizó para este concepto de anticuerpo de bloqueo in vivo, fue de un desencadenante de susceptibilidad humana a ciertas enfermedades infecciosas. Desde entonces, hace varias décadas, el concepto ha sido también abordado por su relevancia clínica en la inmunoterapia alergénica, en donde los anticuerpos bloqueantes pueden intereferir con otros anticuerpos presentes en procesos de hipersensibilidad y así mejorar el tratamiento de la alergia.